# 真爱谎言
《真爱谎言》（又名：《白色谎言》），由电视剧《画皮》原班人马合力再造，高林豹执导，薛凯琪、李易峰、潘虹、李宗翰领衔主演，于北京、涿州取景拍攝。此劇改编自韓劇《愛的謊言》。
2011年1月开镜，2011年4月杀青，2012年5月29日台灣中天娛樂台首播。
。

## 播出时间

### 首播
| 频道       | 所在地   | 播映时间      | 播出时间                       |
| ---------- | -------- | ------------- | ------------------------------ |
| 中天娛樂台 | 臺灣     | 2012年5月29日 | 周一至周五晚間八點 20:00~21:00 |
| 江西卫视   | 中国     | 2012年6月24日 | 每日19:30~22：00               |
| Astro AEC  | 马来西亚 | 2012年8月3日  | 周一至周五晚間19:30~20:30      |

## 故事大纲
三年前，护士徐盈的男友振宇不辞而别，四处找寻时更遭遇车祸。她虽无法忘却旧情，但仍坚强地努力工作赚钱为父亲治病和偿还债务，并全力照顾家人。三年后，大公司董事胡钟秀患有自闭症的儿子姜希宇成了徐盈的病人，希宇对徐盈产生情愫。爱子心切的胡钟秀想方设法促成两人结合，一贫一富的两个家庭从此走在一起，日后亦发生种种纠缠不清的关系。

## 演员阵容

### 主要角色
| 角色   | 原剧角色 | 演員   | 介紹 | 登場 |
| 徐盈   | 徐恩盈   | 薛凯琪 | 樂觀開朗的徐盈，如同和煦的陽光，溫暖身邊每個人的心。曾經為了愛情不惜付出所有，痴心真情卻換來遍體麟傷，從此關上心房拒絕愛情。但是，她的美麗、聰慧和善觧人意，不僅讓被權勢、財富矇了眼的前男友振宇戀戀不忘，更吸引敏感脆弱的希宇，走出自我封閉的小小世界。                       | 全劇 |
| 姜希宇 | 姜亨宇   | 李易峰 | 有著過目不忘的記憶力、傲人的繪畫天份。希宇，是天生的藝術家，但是性格敏感脆弱的他，面對母親的高壓管教，心理陰霾導致自閉的人格，碰到挫折就會恐慌自殘。直到徐盈的出現，就像一抹斜陽灑進他與世隔絕的小小世界，驅走滿室的森冷寂黑，在徐盈的支持下，踏出封閉的空間，面對真實的世界。 | 全劇 |
| 胡鍾秀 | 申貞玉   | 潘虹   | 歷經事業的磨難與情感的背叛，讓胡鍾秀洞悉人心與商場的陰險。愛憎分明，處世明快，善於操縱人與人之間的利益糾葛，在商場上呼風喚雨的女強人，卻能為兒子忍受屈辱、咒罵與欺瞞。她為求一雙兒女幸福，心機用盡，用連串的謊言堆砌的世界，未料反而親手斬斷兒女的羽翼。                       | 全劇 |
| 韩振宇 | 姜政宇   | 李宗翰 | 能幹自信、俊俏瀟灑的振宇，和徐盈間單純美好的愛情，是他生命裡最幸福的時光。但為了爭奪家產，保有事業和地位，聰明如他，可以放棄自我，自私如他，選擇犧牲愛情，讓憤怒與仇恨矇上眼，佔據所有思緒。                                                                                   | 全劇 |

## 電視劇歌曲
| 曲序 | 曲目                 |                | 作曲   | 演唱者 |
| ---- | -------------------- | -------------- | ------ | ------ |
| 1.   | 一个人失忆（主题曲） | 刘伟恩         | 李偲菘 | 薛凯琪 |
| 2.   | 永远不分开（片尾曲） | 何厚华，李易峰 | 林从胤 | 李易峰 |
| 3.   | 那首歌（插曲）       | 林从胤         | 林从胤 | 李易峰 |
| 4.   | 忘记要忘记（插曲）   | 蓝小邪         | 梁思成 | 李易峰 |